# برايان دينمان
برايان دينمان (بالإنجليزية: Brian Denman)‏ هو لاعب كرة قاعدة أمريكي، ولد في 12 فبراير 1956 في منيابولس في الولايات المتحدة.

## وصلات خارجية
- برايان دينمان على موقعبيزبول رفرنس.كوم (الدوري الرئيسي) (الإنجليزية)
- برايان دينمان على موقعبيزبول رفرنس.كوم (الدوري الثانوي) (الإنجليزية)